# مایکل جی بلومفیلد
مایکل جی بلومفیلد (به انگلیسی: Michael J. Bloomfield) فضانورد اهل کشور ایالات متحده آمریکا است که در ۱۶ مارس ۱۹۵۹ میلادی در فلینت، میشیگان زاده شد. وی در مأموریت اس‌تی‌اس-۸۶، اس‌تی‌اس-۹۷، اس‌تی‌اس-۱۱۰ حضور داشته است.